# Opernwerkstatt am Rhein
Die Opernwerkstatt am Rhein mit Sitz in Hürth konzipiert Kinderopern und Musiktheater für Erwachsene. In den Inszenierungen werden Oper, Kabarett und Improvisationstheater miteinander verbunden. Als gemeinnütziger Verein widmet sich die Opernwerkstatt zum einen der Förderung junger Künstler, zum anderen verfolgt sie soziale Projekte zur Integration sozial benachteiligter Gruppen.

## Finanzierung
Die Opernwerkstatt finanziert sich über den Verkauf von Gastspielen. Einzelne Projekte erhielten Förderungen durch die Aktion Mensch, den Fonds Soziokultur, die Stadt Köln und viele weitere Institutionen.

## Repertoire (Auszug)
- „Hamlet“, Rockmusical nach W. Shakespeare
- „Antike Helden - consider them armed and dangerous“, szenisches Hörspiel mit Sandmalerei
- „Das Schneemädchen Snegurochka“, Kinderstück
- „4 neue Testamente“, 4 Menschen mit unterschiedlichen Behinderungen inszenieren
- „Carmen“, Oper von Georges Bizet
- „Manche mögen´s Mozart - sämtliche 22 Mozartopern in 90 Minuten“ von Tracy E. Lord
- „3 Diven“, schrilles Damenkabarett
- „Germany´s next Superstar“ inklusive Parodie auf Deutschlands beliebteste Castingshows
- „Die Kleine Zauberflöte“ nach Wolfgang Amadeus Mozart
- „Hoffmännchen“ nach Jacques Offenbach
- „Reineke Fuchs“ nach Johann Wolfgang von Goethe, Musik: Ulrike Haage
- „Mozarts Zauberkiste“
- „Rumpelstilzchen“, Kinderoper nach Brüder Grimm, Musik: Andreas Winkler, Libretto: Martin Brenne

## Preise
Mit dem integrativen Hörspiel „20 Emotionen“ gewann die Opernwerkstatt am Rhein beim Bürgermedienpreis NRW 2011 der Landesanstalt für Medien den 1. Preis in der Kategorie „Hörspiel/Feature“ und den Publikumspreis.
Die Kinderoper „Die Kleine Zauberflöte“ gewann 2012 beim Festival Rheinerft den 1. Preis als beste Produktion des Festivals und Mauricio Virgens erhielt den Erftlandring als bester männlicher Darsteller.
Die Reihe „Kinderoper in der Region“ wurde von Bundespräsident Joachim Gauck ausgezeichnet. (Land der Ideen 2015)

## Das Ensemble
Das Ensemble unter der künstlerischen Leitung von Sascha von Donat besteht aus ca. 70 freischaffenden Musikern und Sängern.